# Crispetes d'oli
Les crispetes d'oli són una elaboració d'oli texturitzat, resultat d'un seguit de modificacions fisicoquímiques mitjançant l'ús de gelatina, nitrogen líquid i un sifó. Un cop a la boca, les crispetes es fonen i tornen al seu estat i gust d'oli originals.
El reconegut xef Dani García va crear aquesta elaboració l'any 2010 amb l'objectiu d'innovar les seves creacions culinàries mitjançant l'aplicació de textures.

## Procés d'elaboració
En primer lloc, s'ha d'augmentar la viscositat de l'oli d'oliva mitjançant gelatina prèviament hidratada. Si es vol donar més sabor a l'elaboració, la gelatina es pot hidratar amb l'aigua resultant de triturar i filtrar un parell de tomàquets.
Un cop hidratada, s'introdueix la gelatina dins l'oli i es dissol a baixa temperatura. A continuació, es deixa refredar i s'aboca a un sifó per donar-li esponjositat.
Seguidament, i en petites quantitats (fent petits tocs al gallet del sifó, de manera contínua i repetitiva), s'aboca el contingut del sifó al nitrogen líquid. A causa de la baixa temperatura del nitrogen (–195,5 °C), la xarxa de lípids (oli) i proteïnes (gelatina) queda solidificada i adquireix una aparença voluminosa, esponjosa i de color groguenc, similar a una crispeta.

Per acabar, es retiren les crispetes del nitrogen i se serveixen a una temperatura adequada per tal que no es fonguin. 

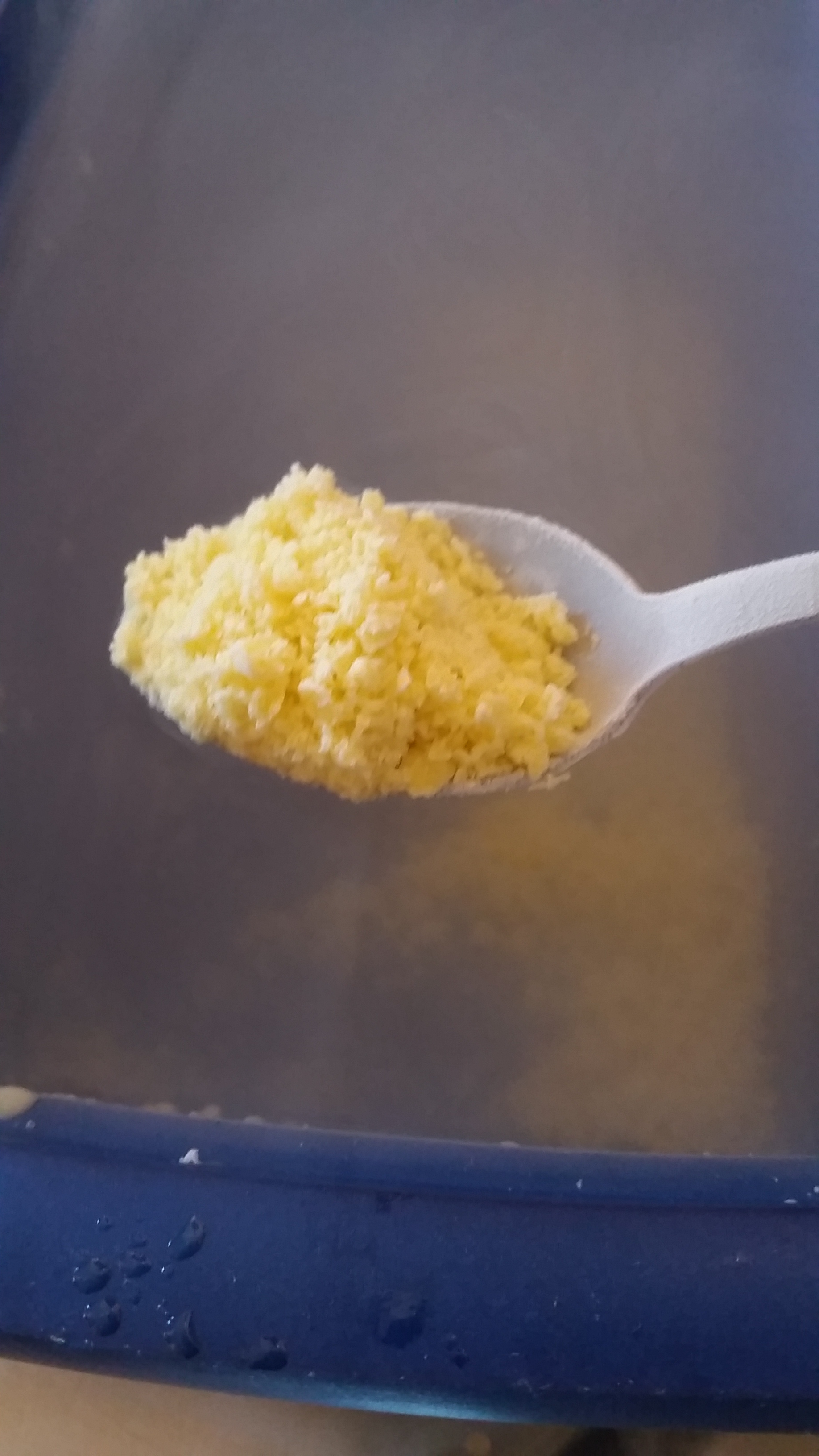
Sèmola d'oli

## Aplicacions culinàries i elaboracions similars
La sèmola d'oli és una elaboració similar que s'obté abocant l'oli d'oliva en el nitrogen líquid i retirant-lo amb un colador. El resultat és un petit conglomerat d'aspecte similar a la sèmola de blat.
El xef Dani García servia al seu restaurant un entrant de pa torrat, sèmola d'oli i pernil ibèric.
Aquesta elaboració serveix com un acompanyament.
Les crispetes d'oli són una elaboració que es podria considerar d'alta cuina, a causa de la tècnica que requereix tot el procediment que s'ha de seguir per tal de fer aquesta elaboració, el material necessari i el fet de consumir aquest ingredient popular en una textura la qual no estem habituats.